# (6687) Lahulla
(6687) Lahulla (1980 FN1) – planetoida z pasa głównego asteroid okrążająca Słońce w ciągu 3,4 lat w średniej odległości 2,26 j.a. Odkryta 16 marca 1980 roku.